# Јаир Лапид
Јаир Лапид (хебр. יָאִיר לַפִּיד; Тел Авив, 5. новембар 1963) је израелски политичар, глумац, новинар, књижевник и бивши телевизијски водитељ. Оснивач је странке Јеш Атид, која је након парламентарних избора 2013. постала друга највећа странка у Кнесету. Био је премијер Израела од 1. јула до 29. децембра 2022. године.

## Биографија
Рођен је 5. новембра 1963. у Тел Авиву. Његов отац Јозеф „Томи“ Лапид је био познати израелски новинар и политичар који је рођен у Новом Саду, а после Другог светског рата се преселио у Израел. Мајка му је позната књижевница Шуламит Лапид. Ожењен је новинарком Лихи Лапид, са којом има троје деце.

## Новинарство и телевизија
Каријеру је започео као дописник за један часопис израелске војске. Касније је почео да пише за дневне новине Марив. Године 1991. почео је писати колумну „Где је новац?“, која је једном недељно објављивана прво у Марецу, а касније у дневном листу Једиот Ахронот. Наслов ове колумне постао је слоган у његовој политичкој кампањи.
Лапид је 1994. постао водитељ вечерњег ток-шоу програма на телевизији „Канал 1“. Касније је водио неколико емисија на телевизијама „Канал 2“ и „Канал 3“. Глумио је у израелском филму „Песма сирене“. Објавио је седам књига и написао сценарио за драмску серију „Ратна соба“ која је емитована на другом каналу током 2004.

## Политичка каријера
Лапид је 8. јануара 2012. најавио да ће напустити новинарску каријеру како би се бавио политиком. Нову партију Јеш Атид (хебр. יש עתיד — Има будућности) формално је регистровао 30. априла 2012.
За време изборне кампање пред парламентарне изборе у јануару 2013. Лапидова партија је стављала нагласак на економске теме, социјалну правду, побољшање система образовања, као и на укидање ослобађања од војне обавезе за ултраортодоксне Јевреје. Што се тиче Израелско-палестинског сукоба, Лапид се залаже за наставак преговора са Палестинцима и за решење које подразумева две државе, али тако да Јерусалим у потпуности остане у Израелу.
Лапидова партија је на изборима освојила друго место и 19 мандата у Кнесету.